# Batterie de Maisy
La batterie de Maisy (Widerstandsnest 83) "Les Perruques" est un site, construit par l’Organisation Todt durant la Seconde Guerre mondiale pour la Wehrmacht, situé sur la commune littorale de Grandcamp-Maisy, dans le Calvados (Normandie).
Ce site fait partie du mur de l'Atlantique instauré par le Troisième Reich en tant que fortifications et principales positions de défense maritime dans ce secteur. Sa mission de défense était d'assurer la couverture du secteur de l'embouchure de la Vire. Les tirs devaient atteindre Utah Beach:143,286.
La batterie du site "Les Perruques" est construite dans le plus grand secret (zones sécurisées militairement) par des « travailleurs étrangers (prisonniers de guerre et travailleurs forcés) » provenant des territoires occupés de la Russie, la Tchécoslovaquie et la Pologne.

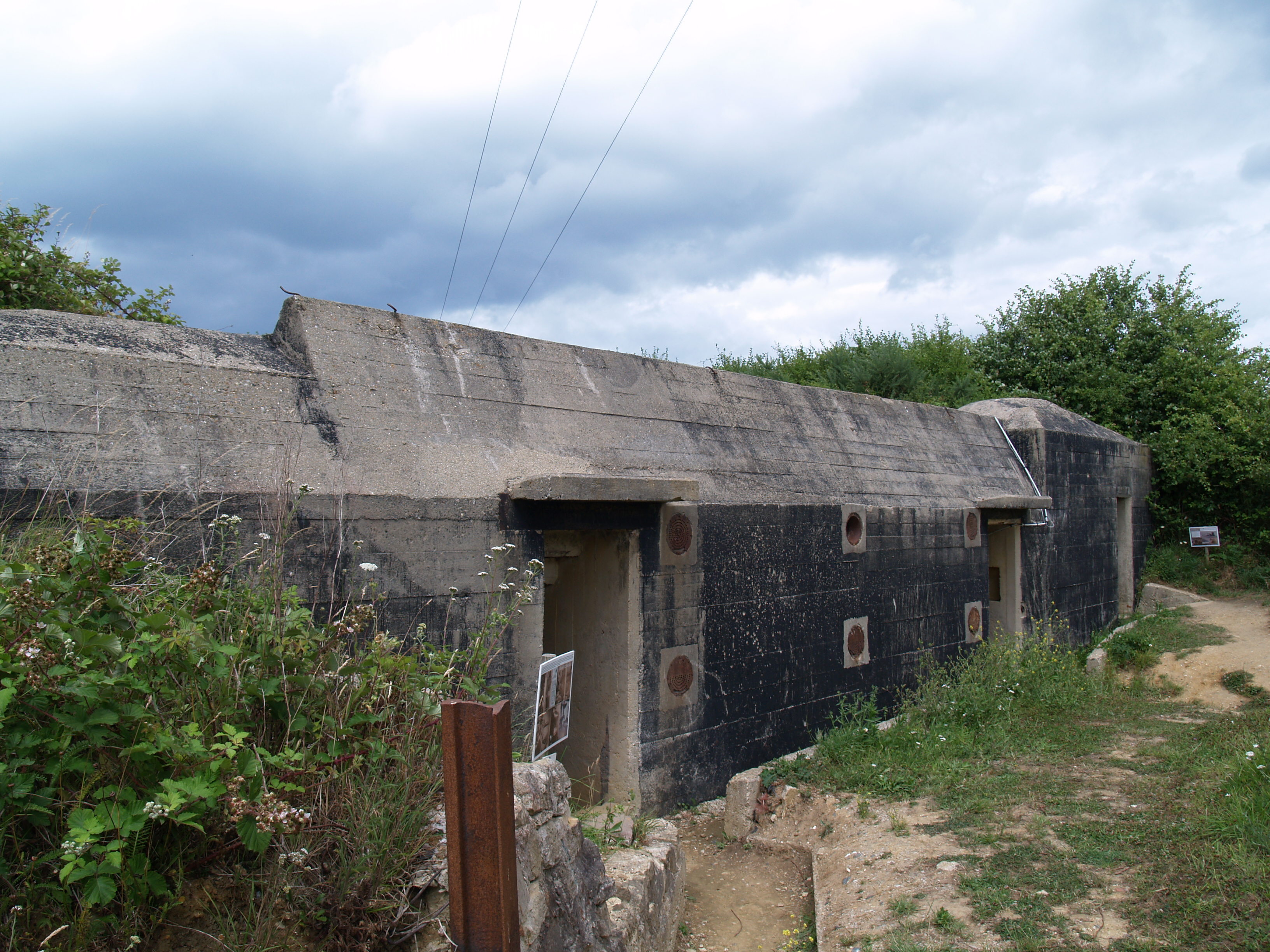
Bunker de commandement.

Le site est occupé par la 8e batterie du 716e régiment d'artillerie avec quatre obusiers de 155 mm sFH 414 (f). La batterie "Les Perruques", codée par les Allemands comme WN83 (Widerstandsnest 83 - nid de résistance no 83), comprenait quatre obusiers de terrain de 155 mm français de la Première Guerre mondiale. Une autre batterie, placée 400 mètres à l'ouest, la batterie de "La Martinière" (codée WN 84) avait quatre obusiers de 100 mm tchèques.
L'ensemble des batteries est situé à 6 km de la pointe du Hoc, objectif prioritaire pour les rangers dont le 2e bataillon de rangers US ainsi que le 5e rangers US lors du débarquement. Les batteries de Maisy devaient être l’objectif de mission numéro 6 assigné pendant le débarquement au colonel James Rudder dans ses ordres d'opération lors du Débarquement du Jour J et des actions par la 1re division d'infanterie US. Or, il n'a jamais transmis l'ordre d'exécuter cette mission sur Maisy à ses hommes.
Le site de la Ferme Foucher fut détruit par des tirs ou bombardements navals provenant de l'USS Shubrick (DD-639) le 7 juin 1944. Les deux autres sites des Perruques et La Martinière restent opérationnels jusqu'à l'assaut du 9 juin 1944 par des éléments des bataillons des 2e et 5e rangers US.:130-131,265,269
Les bataillons de rangers US des Forces Alliées, qui ont la mission d'attaquer la Pointe du Hoc, retrouvent le site vidé de ses canons.

## Redécouverte
L'historien militaire britannique Gary Sterne redécouvre l'existence des batteries à Maisy en janvier 2004 sur une carte qui accompagnait un uniforme de l'armée US qu'il venait d'acquérir. Les batteries se situent à environ 1,6 km de la mer, près de Grandcamp-Maisy, marqué sur la carte comme « zone de haute résistance ». Gary Sterne découvre sur place une entrée de casemate entre les buissons.
Il continue d'investiguer l'histoire du site et recherche d’autres bâtisses fortifiées, des plateformes de tirs et une infirmerie. Près de 3,2 km de tranchées sont retrouvés et déblayés sur le site des Perruques,.:7,156
En avril 2007, le site est ouvert pour accueillir les premiers visiteurs.